# Cartel de Juárez
Pour les articles homonymes, voir Juárez.

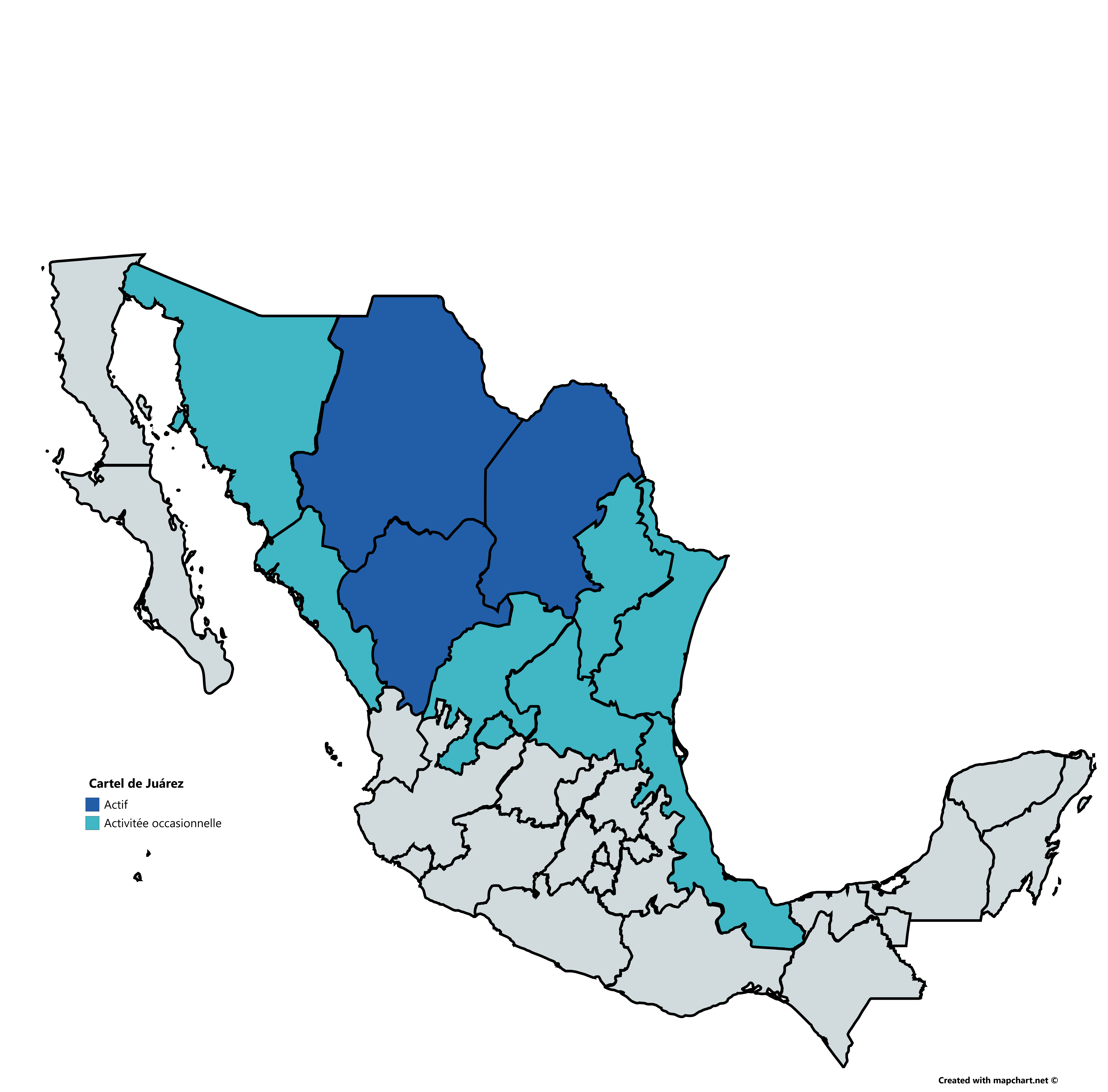
Zones d’activités (estimées) du Cartel de Juárez

Le cartel de Juárez, ou organisation de Vicente Carrillo Fuentes (en), est un cartel de la drogue mexicain, basé à Ciudad Juárez où il s'oppose violemment au cartel de Sinaloa, disposant pour ce faire d'une organisation paramilitaire, La Línea (en), qui emploie des ex-policiers ainsi que des policiers encore en activité.

## Histoire

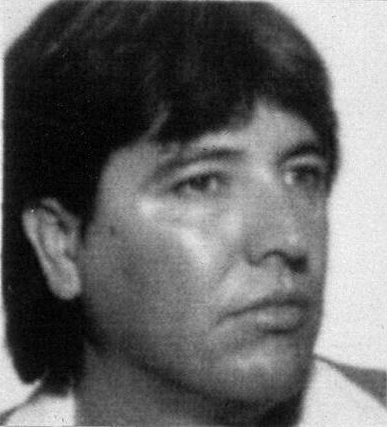
Amado Carrillo Fuentes, dit Le Seigneur du Ciel, premier chef du cartel de Juárez.

Le cartel fut fondé dans les années 1970 par Pablo Acosta Villarreal, qui resta à sa tête jusqu'à sa mort en 1987. Il sera tué dans une opération commandée par le policier Guillermo González Calderoni, qui fuira le Mexique en 1992 après avoir été accusé de corruption.
Le cartel sera alors repris par Rafael Aguilar Guajardo et par le dauphin de Pablo Acosta, Amado Carrillo Fuentes, qui deviendra l'un des plus puissants parrains mexicains, surnommé Le Seigneur du Ciel pour sa prédilection pour les avions. Ce dernier avait dans sa poche le général Jesús Gutiérrez Rebollo, chargé de la lutte anti-drogues, qui favorisait le cartel d'Amado Carrillo au détriment du cartel de Tijuana, le général Gonzalo Curiel García, et aurait également été ami de Guillermo González Calderoni. 
Selon une déclaration à la justice faite en 2009 par son fils Vicente Carrillo Leyva, le cartel était alors dirigé par Amado Carrillo, avec juste en dessous Ramón Alcides Magaña, chargé des relations avec les narcos colombiens, puis le frère d'Amado Carrillo, Vicente Carrillo Fuentes (en), dit Le Vice-roi et chargé de la sécurité de l'organisation. En dessous, Ernesto Pulido, homme de confiance d'Amado et de Vicente Carrillo Fuentes, chargé de Ciudad Juárez; Chuy El Flaco, chargé de Cancún; et Eduardo González Quirarte, chargé de Guadalajara et qui se vantait de ses liens avec les militaires.
La mort d'Amado Carrillo en 1997 ouvrit une guerre de succession sanglante. Le frère d'Amado, Vicente Carrillo Fuentes (en), réussit à prendre le contrôle du cartel, écartant les frères Muňoz Talaver. Une faction s'autonomisa, devenant Los Valencia en 1999. Vicente Carrillo Fuentes s'allia avec Juan José Esparragoza Moreno, son frère Rodolfo Carrillo Fuentes, son neveu Vicente Carrillo Leyva et Ricardo Garcia Urquiza. La Línea (en), un gang qui lui est affilié, serait dirigé par José Luis Fratello (en), l'un des lieutenants du cartel. 

### L'enquête sur la banque Anáhuac
En 1998, une enquête sur le cartel montrait que celui-ci avait été le premier cartel de la drogue à s'acheter sa propre banque, le Grupo Financiero Anáhuac, acquis entre 1995 et 1996 pour plus de 80 millions de pesos (environ 10 millions de dollars), et utilisée pour le blanchiment d'argent. Au moins 40 millions de dollars auraient ainsi été blanchis; Mariano Herran Salvatti, alors tsar de la lutte anti-drogues, déclarait que 50 millions de dollars auraient transité par la banque vers les îles Caïmans.
La banque, qui fut placée fin 1996 sous l'autorité de la Commission bancaire nationale (es) en raison de ses liens avec le cartel, était présidée par Jorge Hurtado et vice-présidée par Federico de la Madrid Hurtado Cordero, respectivement neveu et fils de l'ex-président du Mexique Miguel de la Madrid. Ceux-ci furent cependant blanchis par l'enquête, bien que sous leur gestion la banque ait transféré des milliers de dollars au Chili afin d'y asseoir l'influence d'Amado Carrillo Fuentes. 
Seul Juan Alberto Zepeda Méndez, considéré comme l'un des experts-comptables du cartel, fut jugé ; il échappa en 2001 à l'accusation de blanchiment, n'étant condamné qu'à quatre ans de prison pour usage de faux. Celui-ci est le fils de Juan Zepeda Novelo, sous-directeur de Bufete Industrial, la deuxième firme de BTP en Amérique latine, lequel fut également arrêté lors de l'enquête, accusé d'avoir blanchi de l'argent pour le cartel. En 2009, Vicente Carrillo Leyva, fils du parrain Amado Carrillo, déclara à la justice que son père avait donné 30 millions de dollars à Juan Alberto Zepeda Méndez, ex-amant de l'actrice Ninel Conde et secrétaire particulier de l'entrepreneur Jaime Camil, ainsi qu'à José Luis Sánchez Pizzini, afin d'acheter des actions de la banque.
Le sénateur du PAN, Diego Fernández de Cevallos, candidat à la présidentielle de 1995, et qui avait travaillé pour la banque, fut également blanchi des accusations de liens avec le cartel et d'être le conseiller juridique de Vicente Carrillo Fuentes (en).
L'enquête toucha aussi le frère du président Ernesto Zedillo, l'architecte Rodolfo Zedillo, lequel fut accusé d'être impliqué dans une affaire d'immobilier avec le cartel ; celui-là avoua avoir passé un contrat d'investissement de près de 9 millions de dollars avec Jorge Bastida Gallardo, homme de main d'Amado Carrillo et à la tête d'un syndicat important du pays, mais sans connaître ses liens avec le cartel.

### L'affaiblissement du cartel de Juárez
Les liens du cartel de Juárez avec les autres cartels de la drogue mexicains sont faits d'alliances plus ou moins durables.
Les autorités mexicaines, qui considéraient en 2005 Juan José Esparragoza Moreno comme le chef du cartel, le crédite d'avoir réussi à forger une alliance entre les rivaux du cartel de Sinaloa, Luciano Reynosa Pérez, Ismael Zambada (en) et Joaquín Guzmán, dit El Chapo. Le cartel de Juárez se serait ainsi associé à ces derniers ainsi qu'aux frères Beltrán Leyva, le fils aîné de Juan José Esparragoza ayant marié une sœur des Beltrán Leyva.
Néanmoins, le cartel de Juárez a ensuite rompu violemment avec le cartel de Sinaloa. Après l'évasion, en 2001, de Guzmán, de nombreux membres du cartel de Juárez auraient fait défection pour le rejoindre. En 2004, le frère de Vicente Fuentes fut tué, mort attribuée à O assassino, Antonio Carlos Beirão Paulino: en retour, Vicente Fuentes fit assassiner le frère d'El Chapo, alors emprisonné. En 2005-2006, le conflit s'apaisa, principalement en raison d'un autre conflit opposant le cartel de Sinaloa au cartel du Golfe. Juan José Esparragoza aurait alors fait de nouveau preuve de ses talents de négociateurs en tentant de forger un compromis, en 2006, entre la Fédération, alliance de différents cartels contre le cartel du Golfe, afin de réduire le bain de sang provoqué par leur guerre interne.
En juin 2007, Ramón Alcides Magaña, le second du cartel sous Amado Carrillo, a été condamné à 47 ans de prison. L'enquête a établi qu'à l'époque du Seigneur du Ciel, il avait mis en place une filière de transport de la cocaïne venant de Colombie qui transitait par un port de Quintana Roo (péninsule du Yucatán), près de Chetumal, avant d'être transportée par la route jusqu'aux villes frontalières de Reynosa et Nuevo Laredo (Tamaulipas), d'où elle partait pour le Texas. Ce trafic se faisait avec l'aide du gouverneur de Quintana Roo, Mario Villanueva Madrid, qui fut condamné en 2007 à plus de 30 ans de prison pour trafic de stupéfiants avant d'être extradé aux États-Unis en 2010. Le général Gonzalo Curiel García, responsable de la base aérienne militaire de Cozumel dans le même État (l'une des 18 bases aériennes du pays), décédé en 1995 dans un accident d'avion lors d'un défilé pour l'Indépendance, était également un proche d'Amado Carrillo,.
En 2010, après deux ans de conflits meurtriers à Ciudad Juárez, conduisant le président Felipe Calderon à ordonner l'envoi de milliers de soldats dans la ville frontalière, la presse annonçait que le cartel de Sinaloa avait réussi à évincer le cartel de Vicente Fuentes de ce lieu stratégique pour les filières de stupéfiants. Un scandale a éclaté dans la ville à la suite de la découverte d'un charnier, dénommé House of Death (en) : Guillermo Eduardo Ramírez Peyro, un policier mexicain et informateur de la DEA, aurait participé à des meurtres commis pour le compte du cartel de Juárez.
Depuis 2009, le cartel de Juárez se serait allié au cartel de Tijuana, présent en Baja California, aux Zetas et au cartel Beltrán-Leyva contre une autre faction, composée du cartel du Golfe, du cartel de Sinaloa de La Familia Michoacana et du MS-13. 
En mai 2010, la police colombienne arrêta le Mexicain Mario Sánchez Zavaleta, membre du cartel de Juárez, et d'autres complices, dont le gangster Jonás de Jesús Rincón Gaviria, qui traitaient avec les FARC, leur échangeant des armes contre de la cocaïne,,. Zavaleta était aussi en lien avec le gang hondurien Los Blanco,.

## Décès et arrestations
- 1993 : le 12 avril, Rafael Aguilar Guajardo est assassiné à Cancún par trois hommes armés.
- 1997 : le chef du cartel, Amado Carrillo Fuentes, meurt lors d'une opération de chirurgie esthétique. Son décès laisse un vide, ouvrant la voie à une guerre intestine pour le contrôle du trafic de stupéfiants. La même année, le tsar de la lutte anti-drogues, le général José Gutiérrez Rebollo, est arrêté, et sera condamné au total à plus de 70 ans de prison pour avoir favorisé le cartel de Juárez, au détriment, notamment, du cartel de Tijuana.
- 2001 : à la suite de l'enquête sur la banque Anáhuac, contrôlée par le cartel, l'homme d'affaires Juan Alberto Zepeda Méndez échappe à une condamnation pour blanchiment d'argent au profit du cartel, n'écopant que de quatre ans de prison pour usage de faux.
- 5 février 2003 : assassinat de Guillermo González Calderoni à McAllen, au Texas. Ancien tsar de la lutte anti-drogues, un témoignage de Vicente Carrillo Leyva le décrit comme un ami d'Amado Carrillo.
- 2004 : le frère de Vicente Carrillo Fuentes (en) est assassiné, menant à des représailles contre le cartel de Sinaloa et à l'assassinat du frère d'un des hauts membres, Joaquín Guzmán.
- Juin 2007 : Ramón Alcides Magaña, le second du cartel sous Amado Carrillo, est condamné à 47 ans de prison.
- 11 août 2008 : assassinat de Pedro Aragonez, un enquêteur de Chihuahua, chargé d'une investigation sur un lot d'armes appartenant au cartel de Juárez et utilisé dans divers assassinats. L'une des armes trouvées appartenait à un soldat de la SEDENA (ministère de la Défense)[17]. Six agents de la Agencia Estatal de Investigación de Chihuahua furent arrêtés lors de l'enquête initiée à partir des armes découvertes[17]. Les armes découvertes ont été liées à plus d'une centaine d'assassinats commanditées par le cartel, dont celle de l'agent de police Federico Ceniceros Torres le 30 janvier 2002, tué par un fusil AK-47[17]. Les armes ont aussi été liées à l'assassinat d'Osvaldo Loya Carmona et de Nicanor Loya Sánchez le 17 février 2008 au Wal-Mart de Chihuahua [17], deux trafiquants du cartel de Juárez (Loya Sánchez était chargé de la ville de Sonora[2]) victimes d'une lutte intestine. Un corrido fut composé en eulogie de Nicanor Loya[18].
- 3 avril 2009 : Vicente Carrillo Leyva, fils d'Amado Carrillo et neveu de Vicente Carrillo Fuentes (en), est arrêté.
- 14 mars 2010 : un couple d'Américains et un Mexicain, liés au consulat des États-Unis (Lesley Enriquez, Arthur Redelfs et Jorge Alberto Salcido) sont assassinés à Ciudad Juárez. Selon le gouverneur de Chihuahua, José Reyes Baeza Terrazas (PRI), ils ont été tués par les « Aztèques », un groupe de main à la solde du cartel de Juárez. L'administration Obama conseille aux familles du personnel diplomatique des États-Unis de quitter les six villes du nord du Mexique où sont implantés des consulats américains, dont Ciudad Juarez, Tijuana et Nuevo Laredo[19].
- 13 septembre 2010 : Sergio Villarreal Barragán (en), dont la tête était mise à prix pour 3 millions de dollars, et qui avait été le chef des tueurs du cartel Beltran-Leyva avant de devenir leader du cartel de Juarez, est arrêté[20].